# Maurice Goddet
Maurice Goddet, né à Charenton-le-Pont (Seine) le 19 juillet 1900 et mort dans le 13e arrondissement de Paris le 26 avril 1982, est l’administrateur du journal L’Auto de 1926 à 1938, du Parc des Princes et du Vélodrome d’hiver, et organisateur de manifestations sportives.

## Biographie
Maurice Edmond Henri Goddet est le fils de Victor Goddet, le bras droit d’Henri Desgranges, organisateur du Tour de France et dirigeant du journal L’Auto, le principal journal sportif du début du XXe siècle. Il a un frère, Jacques, avec lequel il va travailler une partie de sa vie.

### Administrateur du journalL’Auto

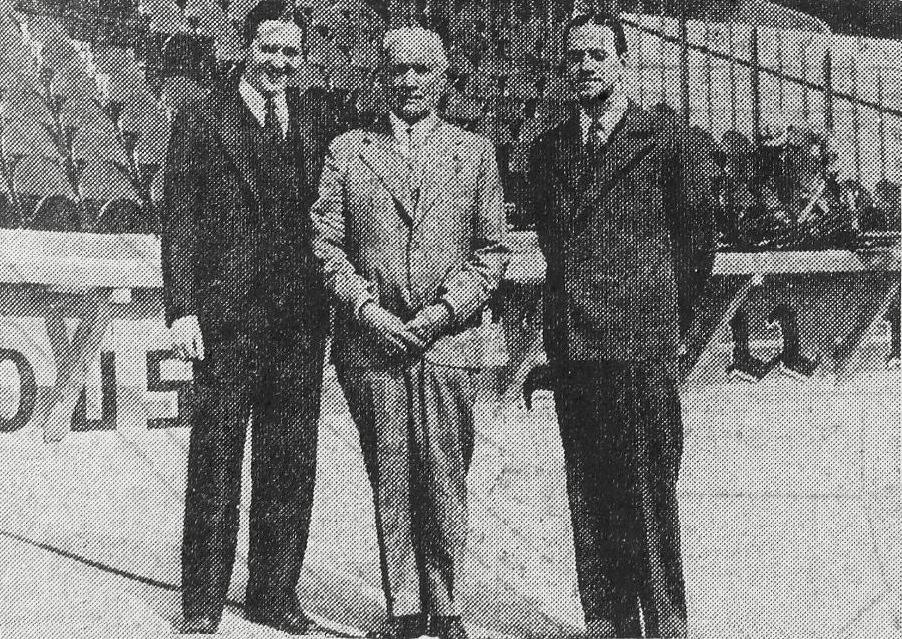
De G. à D. Maurice Goddet, Henri Desgrange et Jacques Goddet, pour l’inauguration du nouveau stade vélodrome du Parc des Princes, le 22 avril 1932.

Après avoir obtenu son baccalauréat, Maurice effectue des études commerciales. Il reprend, à la mort de son père, la direction des affaires familiales. Leur père ayant acquis les actions du journal L’Auto du comte de Dion, les deux frères en héritent à sa mort en 1926. Maurice Goddet administre le journal de 1926 à 1938. Son frère devient rédacteur en chef en 1930. Il est par ailleurs administrateur du Parc des Princes (que les frères font détruire et reconstruire au début des années 1930) et du Vélodrome d’hiver.
Son influence, avec son frère Jacques et Henri Desgranges, est dénoncée en 1934 par un journal de gauche : « Cela serait fort drôle si tous les spectacles sportifs n’étaient pas entre les mains des deux frères et de leur mentor.  Pauvres spectateurs, qui ont fait de cette parodie du sport leur religion, avec bien entendu l’Auto comme bréviaire, le père Desgrange comme grand prêtre et les frères Goddet comme enfants de chœur ». D’autres journaux de gauche, comme Libération, s’opposent à l’équipe du Tour de France et à son succès, du fait des origines de la création de celui-ci par deux anti-dreyfusards.
Il aurait été surnommé « Lorenzo Le Magnifique » par son frère. Menant grand train, Maurice Goddet est contraint de quitter la présidence du conseil d’administration de L’Auto en 1938. Il cède la majorité des parts du journal à Raymond Patenôtre.

### Une vie de journaliste sportif mondain
Maurice Goddet participe à diverses épreuves sportives réservées aux personnalités : course à vélo, rallye automobile ou combats à l’épée. Il remporte en 1935, sur le parcours Paris-Vernon, le Grand-Prix cycliste des artistes et journalistes organisé par le club Sportif de l’Union des artistes. Il reste cycliste tout au long de sa vie et est victime, en 1948, d’une grave chute à vélo.
Il crée en 1933 le groupe cycliste Treize à la douzaine qu’il préside par la suite. Ce club réunit des personnalités pour de sorties à vélo. Il prend la vice-présidence de l’association Les Amis du cyclisme à sa création en 1938.
En tant qu’administrateur de L’Auto, il est membre du Syndicat de la Presse Parisienne où il entre Comité de Propagande. Il est membre du jury du prix Jem.

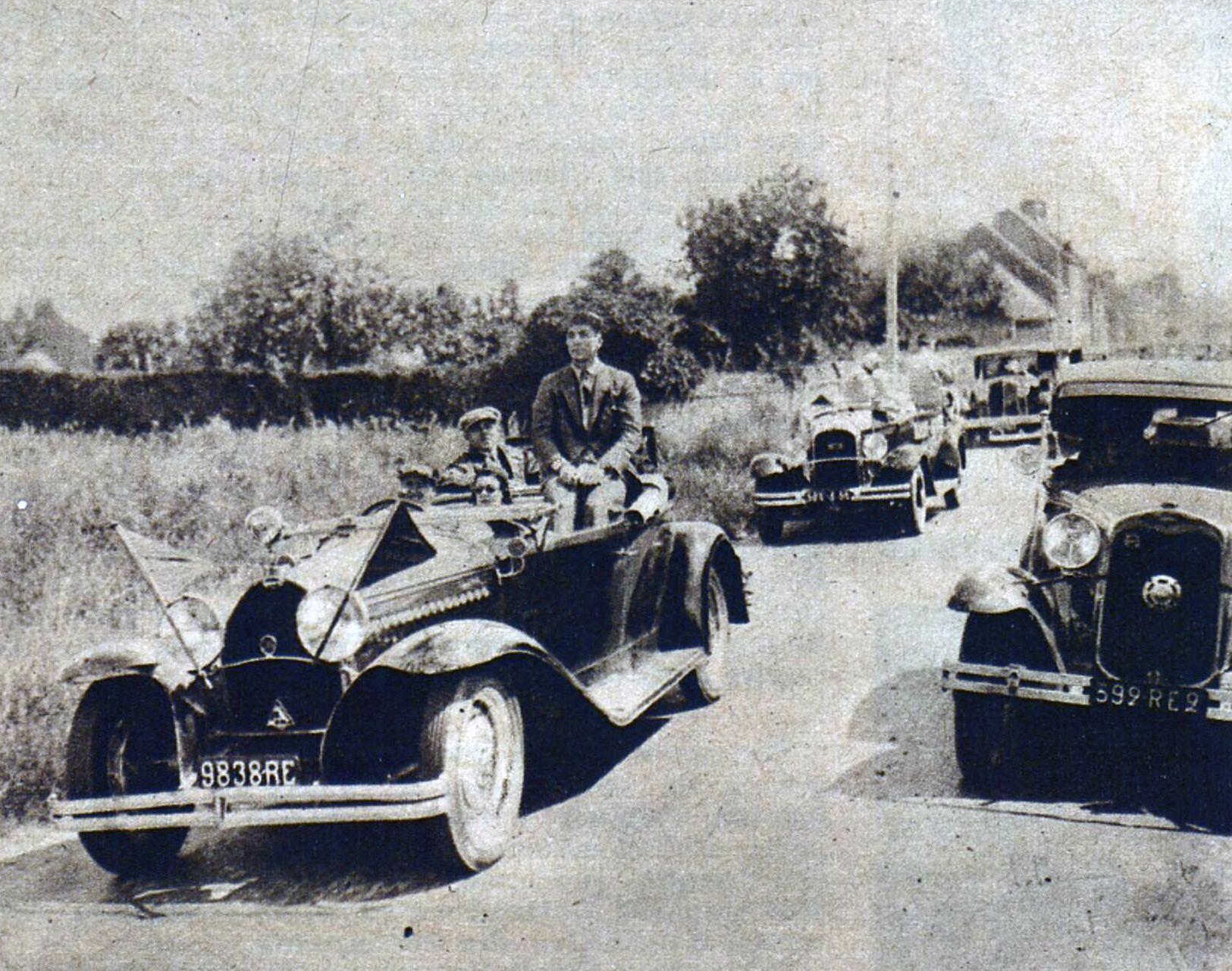
Maurice Goddet conduit Georges Carpentier sur le Tour de France 1930.

Il apparaît régulièrement dans la presse mondaine dans les comptes-rendus des soirées auxquelles il participe, plus encore après son mariage avec la célèbre actrice Meg Lemonnier. Il est membre du Country Club de Monaco et collectionne les œuvres d’art, comme celles de Moïse Kisling,.
Ami de Jean Borotra, il est, durant la Drôle de guerre, mobilisé comme sergent aviateur.
En 1947, il est propriétaire d’un café à Cogolin.
Quelque temps avant sa mort, en mai 1980, il est fait chevalier de la Légion d’honneur qu’il reçoit des mains du ministre des sports Jean-Pierre Soisson.

### Postérité
Il existe dans les années 1980 et 1990 une course dénommée Souvenir Maurice Goddet,,

## Vie privée
Il s’unit en premières noces avec Odette Dupuy, fille de Léon Chavenon, fondateur du journal L’Information, en 1922. Ils ont deux filles, Huguette, le 6 février 1924 et Françoise, le 31 janvier 1927. Puis en secondes noces, en 1931, avec Gilberte Gaillard, la sœur d’un conseiller municipal de Passy. Ils ont un fils, Victor-Henri, le 11 septembre 1933. Il s’unit en troisièmes noces à l’actrice Meg Lemonnier à Cogolin, le 2 décembre 1935. Ils ont deux enfants, Michel, le 14 novembre 1940 et Martine, le 6 juillet 1944. Il possède notamment un hôtel particulier à Neuilly-sur-Seine et une petite maison sur le port de Saint-Tropez. La famille habite au domaine de l'Oumède à Ramatuelle pendant la guerre.

## Œuvres

### Filmographie
Il est coscénariste, avec Jean Antoine et Jean Leulliot du film Pour le Maillot jaune, réalisé par Jean Stelli en 1939.

## Distinctions

### Décorations
- Chevalier de la Légion d'honneur (1982)